# Agostino Marchetto
Agostino Marchetto (Vicenza, 28. kolovoza 1940.) talijanski je prelat Katoličke Crkve koji je od 1968. do 1999. radio u diplomatskoj službi Svete Stolice, a zatim u Rimskoj kuriji do umirovljenja 2010. godine.
Papa Franjo je 9. srpnja 2023. najavio da ga planira učiniti kardinalom na konzistoriju zakazanom za 30. rujna. Na tom konzistoriju imenovan je kardinalom đakonom crkve Santa Maria Goretti.
Marchetto je istaknuti tumač Drugog vatikanskog sabora, a papa Franjo ga je opisao kao "najboljeg hermeneutičara Drugog vatikanskog sabora".